# 波彭比尔
波彭比尔（德語：Poppenbüll）是德国石勒苏益格－荷尔斯泰因州的一个市镇。总面积15.52平方公里，总人口197人，其中男性96人，女性101人（2011年12月31日），人口密度13人/平方公里。